# Lathyrus arizonicus
Lathyrus arizonicus är en ärtväxtart som beskrevs av Nathaniel Lord Britton. Lathyrus arizonicus ingår i släktet vialer, och familjen ärtväxter. Inga underarter finns listade i Catalogue of Life.